# 목록의 목록
이 문서에서는 현재 한국어 위키백과에 생성된 목록들을 담아둔 목록을 나열한다. 목록 링크들을 나열하지 않고 콘텐츠만 담긴 일반적인 목록은 이곳에 기재하지 않는다.

## 총론
- 목록의 목록
- 미해결 문제 목록

## 문화예술

### 시각매체
- 영화 목록
- 텔레비전 드라마 목록
- 대한민국의 텔레비전 프로그램 목록
- 만화 목록
  - 웹툰 목록
  - 네이버 웹툰 목록
- 애니메이션 목록
  - 일본의 애니메이션 목록
  - 텔레비전 애니메이션 목록
    - 대한민국의 텔레비전 애니메이션 목록
    - 일본의 텔레비전 애니메이션 목록

### 오락과 놀이

#### 게임
- 비디오 게임 목록

## 지리

### 자연지리
- 지진 목록
- 화산 목록

### 국기
- 국기 목록

## 역사
- 연표 목록

## 자연과학
- 과학자 목록

## 전쟁
- 전쟁 목록
  - 주요 전투 목록

## 응용과학

### 항공우주
- 항공사 목록

### 공학
- 공학자 목록

### 의학
- 병원 목록

## 같이 보기
- 분류:목록
- 포털:목차/목록